# جامعة شيراز للعلوم الطبية
جامعة شيراز للعلوم الطبية  هي جامعة دولية تأسست في عام 1946م. وتقع في محافظة شيراز جنوب غرب إيران. وتُعَد من بين الجامعات رفيعة المستوى في مختلف انحاء البلاد فهي تحتل المرتبة الأولى من بين أكبر المدارس الطبية في إيران حيث يوجد أكثر من 9000 طالب يدرسون في أكثر من 200 تخصص مختلف سنة 2017م، ويبلغ عدد موظفي هيئة التدريس ما يقرب من 900 شخص، اما الموضفين فيبلغ عددهم 25,000 شخص. كما أنها واحدة من أفضل الجامعات الطبية في إيران. فهي من الجامعات ذات التصنيف العالمي المتقدم. والدراسة في هذه الجامعة تكون باللغة الإنكليزية. مع تعلم لغة الشارع الإيراني حيث يُعطى الطالب كورس في اللغة الفارسية. وتهتم الجامعة بالتبادل الثقافي واللغات فهي تعرض ما يقرب من 70 عاماً من الخبرة في مجال التعليم الطبي، وتُعَد هذه الجامعة الطبية الأكثر شعبية في جنوب إيران، وتقدم برامج درجة الدولية وغير درجة للطلاب الدوليين على مختلف المستويات والتخصصات بما في ذلك الدكتوراه في الطب، والدكتوراه في طب الأسنان (دمد)، والدكتوراه في الصيدلة (دكتوراه في الطب)، والبكالوريوس، والماجستير، والتخصص، والزمالة.
- ومدينة شيراز هي مركز محافظة فارس. وحسب إحصاء سنة 2006 كان عدد سكان شيراز 1,204,882 نسمة. وتُعَد شيراز سادس أكبر مدينة في إيران بعد كلٍ من طهران ومشهد وأصفهان وتبريز وكرج.

## كليات الجامعة
ان جامعة شيراز للعلوم الطبية تضم عدداً من الكليات والأقسام وهذه أهمها:
كلية الطب: ومجالات الدراسة فيها هي (علم الطفيليات، طب الأمراض الجلدية، طب القلب، علم الأورام، طب العيون، علم المناعة، التخدير، صحة المجتمع، الطب النفسي والصحة العقلية، طب الأطفال، علم الأمراض، أمراض النساء والتوليد، تشريح، إعادة التأهيل والعلاج، طب إشعاعي، علم العقاقير، العملية الجراحية، الكيمياء الحيوية، الدواء).
كلية التغذية وعلوم الأغذية: ومجالات الدراسة فيها هي (علم الأوبئة، صحة مهنية، الإدارة الصحية، الصحة العامة، علوم صحية).
كلية الصيدلة: ومجالات الدراسة فيها هي (الكيمياء التحليلية، علم السموم، الكيمياء العضوية، علم وظائف الأعضاء، الكيمياء الحيوية، مقابل، علوم فيزيائية، كيمياء).
كلية التمريض والقبالة: ومجالات الدراسة فيها هي (التخدير، القبالة، تمريض).
كلية العلوم الطبية: ومجالات الدراسة فيها هي (التخدير، تقنيات مخبرية).
كلية علوم المعلومات الإدارية والطبية: ومجالات الدراسة فيها هي (الإدارة الصحية، إدارة).
كلية التأهيل: ومجالات الدراسة فيها هي (إعادة التأهيل والعلاج، علاج بدني).
كلية طب الأسنان.
قسم بحوث الكيمياء والمنتجات الطبية والطبيعية: ومجالات الدراسة فيه هي (كيمياء).
قسم أبحاث السرطان: ومجالات الدراسة فيه هي (علم الأورام).

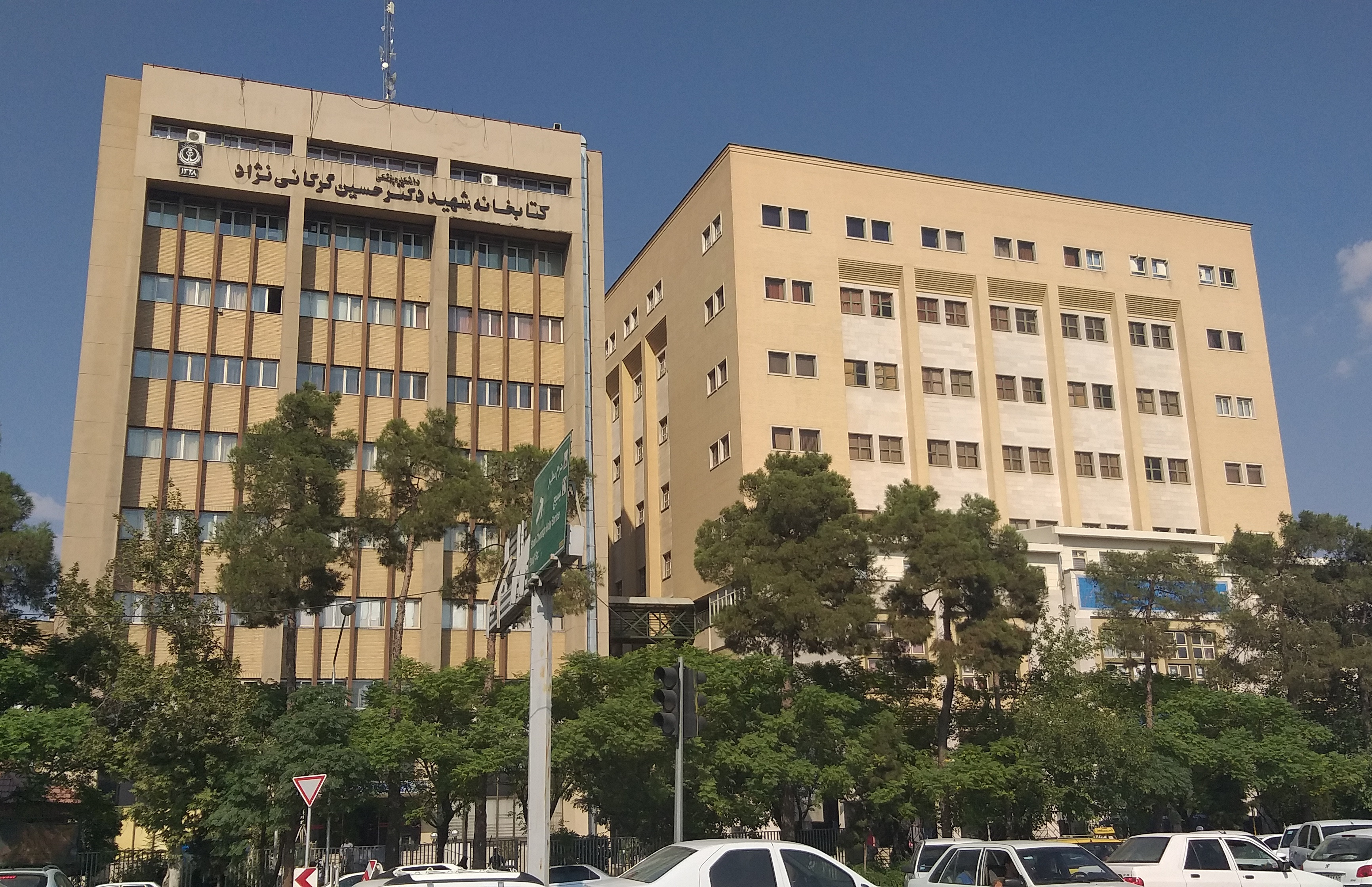
كلية الطب

قسم البحوث الهضمية والكبد.

## الهيئات الجامعية
تهدف جامعة شيراز للعلوم الطبية أساساً إلى تدريب المواهب من خلال التعليم العلمي والبحث العلمي والتوسع في العلوم الطبية وشبه الطبية من أجل توفير الكوادر المتخصصة المطلوبة في البلاد، ووضع البحوث والمرافق التعليمية للاعتراف بالقدرات وتعزيز القدرة العلمية في العلاقة وقضايا الصحة والعلاج، وتوسيع مرافق الصحة والعلاج في جميع أنحاء المجتمع من خلال المنظمات والمراكز الصحية والعلاجية. وقد لعبت السلطات الجامعية دوراً حاسماً في تحقيق هذه الأهداف. واستناداً إلى اللوائح الإدارية الأولى للجامعات ومعاهد التعليم العالي، فإن سلطات الجامعة هي كما يلي:
1. مجلس الأمناء
2. مجلس الجامعة
3. مجلس الإدارة
4. مجلس مراجعي الحسابات
5. المجالس المتخصصة بالجامعة.

## قبول الطلبة في الجامعة
يتم قبول الطلبة الإيرانيين في هذه الجامعة من خلال امتحان القبول الوطني (كونكور) والمسجلة في الحرم الجامعي الرئيسي للجامعة. اما الطلبة الدوليين من خارج إيران فتمنحهم هذه الجامعة مقاعد دراسية فيها، حيث تُعطي الجامعة الطلاب الحاصلين على شهادة الثانوية العامة ومن جميع الدول مقاعد دراسية، ويُقبل الطالب بحسب المعدل بما لا يقل عن 80% مع الاخذ بنظر الاعتبار دروس المجموعة الطبية (الاحياء واللغة الإنكليزية) وحسب المقاعد المتوفرة في كل عام.حيث تكون الاجور الدراسية فيها هي 7500$ سنوياً وتتكفل الجامعة بكافة الامور الأخرى من حيث السكن والطعام والنقل.

## المِنح المُقدمَة وأنواعها
تُقدم جامعة شيراز للعلوم الطبية منحاً دراسية للطلاب العالميين المتفوقين وذوي الإنجازات الأكاديمية المتميزة. تُتاح المنحة لجميع الطلاب العالميين المهتمين بإكمال دراستهم.
- تنقسم المِنح المقدمة لـ3 أنواع:

1- منحة C: والتي تغطي السكن لسنة كاملة مع تكاليف إضافية، ولا تغطي الرسوم الدراسية ودورات اللغة.
2- منحة B: تغطي جميع التكاليف الأساسية إضافةً للرسوم الدراسية.
3- منحة A: تغطي جميع التكاليف الأساسية إضافةً للرسوم الدراسية مع راتب شهري. هذه المنحة متاحة لطلاب ما بعد الدكتوراة.

## جامعة شيراز ضمن الجامعات الأولى في العالم
انظمت جامعة شيراز للعلوم الطبية إلى تصنيف (لايدن) حيث ارتفع نصيب إيران في هذا التصنيف من 14 جامعة في العام 2016 إلى 18 جامعة في العام 2017 حيث انضمت أربعة جامعات إيرانية إلى الجامعات الإيرانية الموجودة في هذا التصنيف وهي على الشكل التّالي: جامعة العلوم الطبية-شيراز، جامعة العلوم الطبية-اصفهان، جامعة كيلان وجامعة آزاد للعلوم والأبحاث- طهران.

## جامعة شيراز للعلوم الطبية في المرتبة الأولى بمجال زراعة الكبد
إحتلة جامعة شيراز للعلوم الطبية المرتبة الأولى في جمهورية إيران بمجال عمليات زراعة الكبد. بينما تأتي جامعة طهران للعلوم الطبية في المرتبة الثانية. ففي عام 1994م نجح الطبيب الإيراني علي ملك حسيني في إجراء عملية زراعة كبد في إيران وذلك في مستشفى نمازي في مدينة شيراز داخل إحدى غرف العمليات. وقد أجرت المستشفيات الإيرانية حوالي (4291) عملية زراعة كبد منذ بدء عام 1994م حتى عام 2019م، حيث أُجريَت في الأشهر الأولى من سنة 2019م (400) عملية زراعة كبد.

## منح شهادة M.D
تمنح جامعة شيراز الدولية للعلوم الطبية شهادة M.D وهي درجة طبية تُعطى للطبيب وتُمنَح من قبل الكليات الطبية. وتُعتبَر هذه الشهادة في بعض البلدان أول درجة مهنية لممارسة الطب، مثل كندا والولايات المتحدة. وفي بلدان أخرى مثل الهند والمملكة المتحدة، و (دكتور) في الطب تُعتبَر درجة أكاديمية متقدمة تماثل درجة الدكتوراه.

## خريجون بارزون
- كامران باقري لانكاراني : وزير الصحة والتعليم الطبي في إيران سابقاً.
- الأستاذ سيد علي ملكوسيني : مؤسس زرع الكبد في إيران.
- سيد زيادين تابي : أستاذ علم الأمراض.
- محمد رحيم كاديفار : أستاذ طب الأطفال والأمراض المعدية.
- حامد زارع : أستاذ الطب الباطني، رئيس جمعية فارس للسكري.

## طالع ايضاً
- قائمة الجامعات في إيران
- جامعة شيراز الفنية
- جامعة تربية مدرس
- جامعة تبريز
- جامعة طهران
- جامعة إيران للعلوم والتقنية